# Château des Magnans
Le château des Magnans est une résidence hôtelière située dans la commune de Jausiers, dans les Alpes-de-Haute-Provence, France.

## Situation
Le château se trouve à la sortie du village de Jausiers sur la route du col de la Bonette.

## Histoire
Le château a été construit entre 1903 et 1914 par Louis Fortoul à son retour à Jausiers. Le nom du château rappelle que le travail de la soie a été une activité non négligeable dans la vallée de l'Ubaye à partir de 1720 jusqu'à ce que l'épopée des Barcelonnettes au Mexique le remplace.
Louis Fortoul avait créé sa manufacture de soie à Jausiers en 1836. Elle a employé jusqu'à 210 personnes. Mais elle ferme en 1863.
En 1826, la famille Arnaud qui avait une manufacture de soie à Jausiers décide de quitter la vallée de l'Ubaye pour chercher fortune en Louisiane, puis au Mexique. Louis Fortoul décide d'abandonner le travail de la soie pour suivre le mouvement et part en 1863 pour le Mexique.
Le château détonne dans le paysage montagneux. Une grande bâtisse blanche faisant penser au château de Louis II de Bavière construite sur un terrain de 2 ha comprenant une maison pour les gardiens, la Magnaneraie, et le château proprement dit comprenant 29 chambres.
Louis Fortoul meurt sans descendance. Le château est transformé en hôtel.
En 1964, le château est acheté par la Caisse régionale d'Assurance Maladie de Marseille qui le transforme en hôtel pour le comité d'entreprise des salariés de la Caisse régionale d'Assurance Maladie de Marseille. La transformation du bâtiment entraîne la disparition de ses moulures pour une décoration plus fonctionnelle. Ces séjours ne faisant plus recette, le château est mis en vente en 1999.
Le château est alors acheté par un entrepreneur de Digne, puis ayant eu surenchères de plus de 10 %, il devient la propriété de sir Chandrika Prasad Shrivastava qui le destine à sa femme Shri Mataji, maître spirituel de l'association cultuelle Sahaja Yoga qui veut y installer une école privée. L'opposition des habitants de Jausiers à ce projet va le faire échouer. Le château non occupé va continuer sa lente dégradation.
Finalement le château est racheté à l'association. Les nouveaux propriétaires entreprennent des travaux de restauration avec la participation de l'architecte en chef des Monuments historiques pour sa façade classée. L'intérieur est réhabilité, trois nouveaux bâtiments sont ajoutés autour. Après 18 mois de travaux, l'ensemble devient un espace de résidence d'hôtes avec des services hôteliers qui est ouvert à la location à l'été 2007.
Protection
Pour ses façades et toitures ainsi que l'escalier extérieur, le château des Magnans fait l'objet d'une inscription au titre des monuments historiques depuis le 2 juin 1986.

## Le château comme résidence hôtelière
À partir de sa mise en service en 2007, le château s'est vu transformé en résidence hôtelière. 
Complété par l'ajout de 3 nouveaux bâtiments à des fins touristiques, ce complexe résidentiel peut désormais accueillir près de 300 personnes, réparties dans plus de 60 appartements pouvant accueillir de 4 à 10 personnes selon leur typologie (du studio au T4 en passant par des duplex et des T3). 
De plus, l'un des bâtiments offre un espace aqualudique composé d'une piscine couverte, d'un jacuzzi et d'un sauna, le tout faisant de ce lieu le plus grand établissement touristique de Barcelonnette et de Jausiers.

## Voir aussi

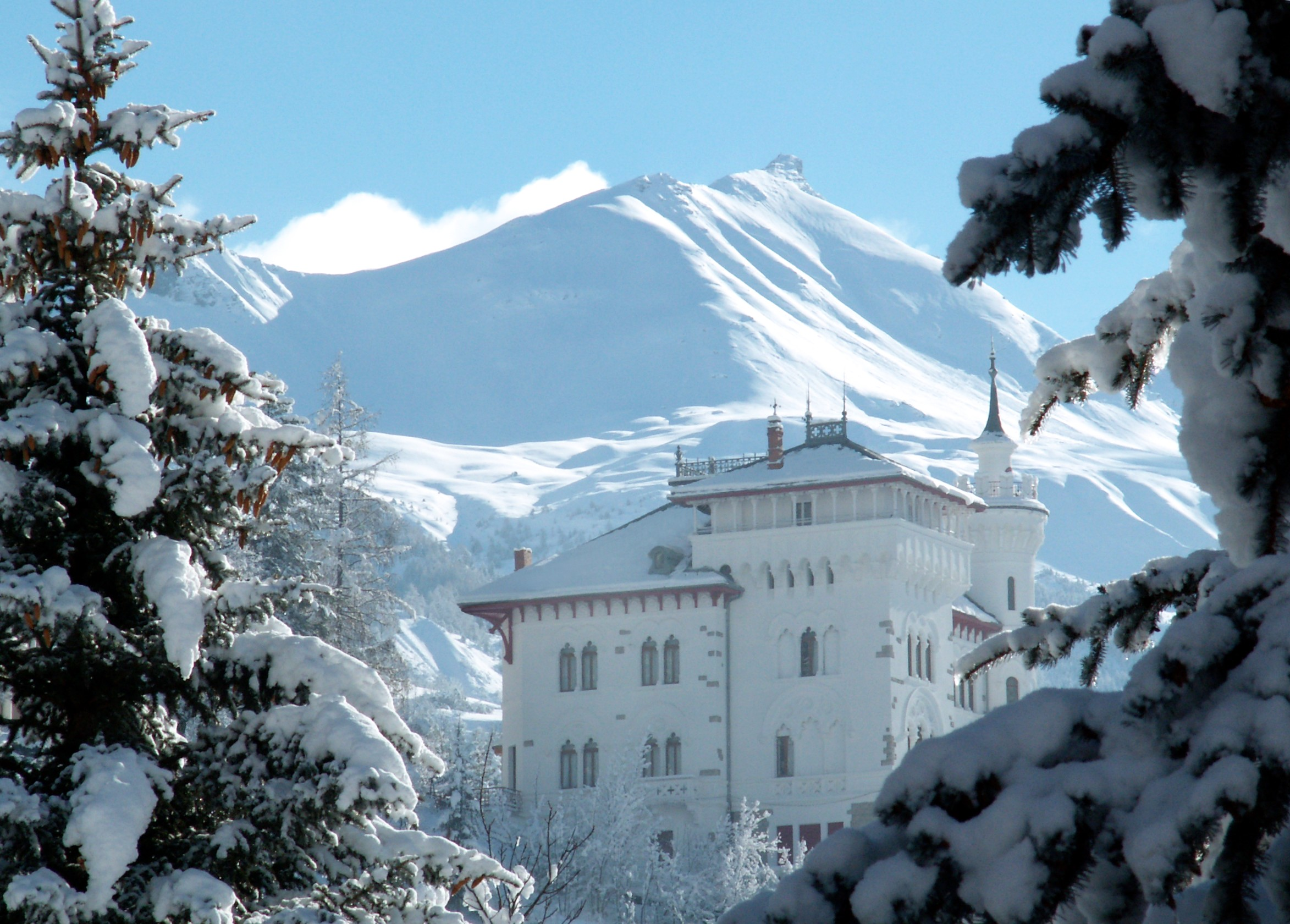
Le château sous la neige.